# 증기마차
증기마차는 증기를 이용하여 운행되는 마차를 가리키는 단어이다. 증기기관차와 더불어 증기를 이용해 달리는 교통수단 중에 하나로 자동차의 시초로 여겨지기도 한다.

## 설명
증기마차는 유럽에서부터 처음 시작하였다. 증기마차를 만든 것은 바로 프랑스의 발명가인 니콜라 조제프 퀴뇨이며 말이 직접 마차를 끌면서 화물을 운송하기도 하였다. 증기마차는 2.5톤과 4톤의 무게를 싣고 시속 7.8km로 가는 것이 가능하였다. 이후 증기마차를 토대로 증기자동차가 새롭게 개발되기도 하였다. 증기마차가 짐을 싣고 운반하는 것은 훗날 화물차의 기초가 되었다.

## 같이 보기
- 마차
- 자동차
- 화물차